# Ga Meokgol
Ga Meokgol (Tiếng Hàn: 먹골역, Hanja: 먹골驛) là ga tàu điện ngầm trên Tàu điện ngầm Seoul tuyến 7 ở Muk-dong, Jungnang-gu, Seoul.

## Lịch sử
- 11 tháng 10 năm 1996: Bắt đầu kinh doanh với việc khai trương Tàu điện ngầm Seoul tuyến 7.

## Bố trí ga
| Taereung ↑ |
| \| N/B     |
| ↓ Junghwa  |

| Hướng Bắc | ● Tuyến 7 | ← Hướng đi Taereung · Nowon · Dobongsan · Jangam                     |
| Hướng Nam | ● Tuyến 7 | → Hướng đi Sangbong · Đại học Konkuk · Xe buýt tốc hành · Seongnam → |

## Xung quanh nhà ga
| Lối ra \| 나가는 곳 \| Exit \| 出口 | Lối ra \| 나가는 곳 \| Exit \| 出口                                                                           |
| ----------------------------------- | --- |
| 1                                   | Trường trung học cơ sở Taereung Trung tâm cộng đồng Muk 1-dong Khu vực Meokgol Hướng Taereung Muk-dong Xi APT |
| 2                                   | Núi Bonghwasan                                                                                                |
| 3                                   | Muk 1-dong |
| 4                                   | Tập đoàn Điện lực Hàn Quốc chi nhánh Dongdaemun Jungnang Hướng tới Junghwa-dong                               |
| 5                                   | Trung tâm cộng đồng Muk 2-dong Trường tiểu học Mukhyeon Trường tiểu học Shinmuk                               |
| 6                                   | Bưu điện Muk-dong Muk-dong I-Park APT                                                                         |
| 7                                   | Nhã ba Muk-dong Muk 2-dong Công viên hoa hồng Jungnang Hướng đi giao lộ Taereung                              |